# R. D. Whitmore
R. D. Whitmore ist/war ein US-amerikanischer Filmtechniker, der 1962 mit einem  Oscar für Wissenschaft und Entwicklung ausgezeichnet wurde.
Bei dem Preis handelt es sich um eine sogenannte Class-II-Auszeichnung, da die Preisträger keine Oscar-Statuette, wie in Class I, sondern eine Oscar-Plakette (Class II) erhalten.

## Berufliches
Whitmore wurde 1962 gemeinsam mit F. D. Leslie, A. A. Alden, Endel Pool und James B. Gordon, die zu der Zeit, wie er auch, beim 20th Century-Fox Research Dept., Deluxe Laboratories, Inc. tätig waren sowie mit Earl Sponable und Herbert E. Bragg, die zu der Zeit beim 20th Century-Fox Research Dept. beschäftigt waren mit einem Academy Scientific & Engineering Award ausgezeichnet „for a system of decompressing and recomposing CinemaScope pictures for conventional aspect ratios“ („für ein System zur Dekomprimierung und Neuzusammenstellung von CinemaScope-Bildern für herkömmliche Seitenverhältnisse“).
Über R. D. Whitmores Ausbildung und seinen Werdegang beziehungsweise darüber, was er vor und nach der ihm zuerkannten Auszeichnung getan hat, liegen keine Erkenntnisse vor.

## Auszeichnung
Academy Awards 1962: Oscar für R. D. Whitmore, Leslie, Alden, Pool, Gordon, Sponable und Bragg